# Antonino Aberastain
Antonino Aberastain (San Juan, Argentina, 10 de mayo de 1810 - Rinconada del Pocito, 12 de enero de 1861) fue un abogado y político argentino, líder liberal de la provincia de San Juan, gobernador en el año 1861, ejecutado después de la batalla de Rinconada del Pocito.

## Biografía
Hijo de Luis Aberastain Benegas y Manuela de la Rosa Torres, estudió en su ciudad natal y en Buenos Aires. Al parecer, dominaba siete idiomas[cita requerida]. Se recibió de abogado en 1832 y fue juez en la época de Juan Manuel de Rosas. En 1839 fundó junto con su amigo Domingo Faustino Sarmiento el periódico El Zonda. En 1840 debió huir de la provincia, perseguido por el gobernador Nazario Benavidez. Más tarde fue ministro del gobernador de Salta, Manuel Puch. Vivió catorce años en Chile, dedicándose a brindar asesoramiento al gobierno de Copiapó y a la minería.

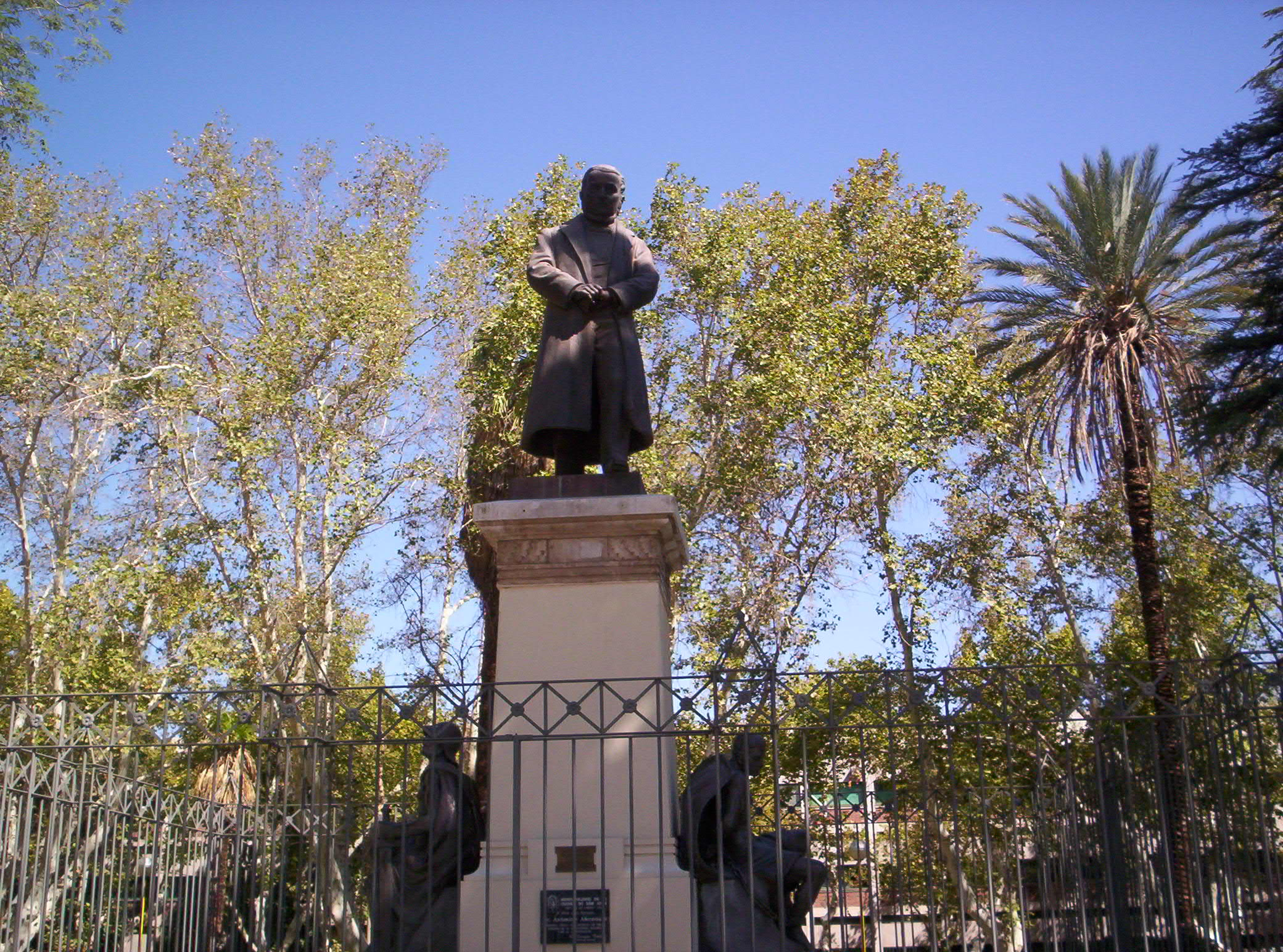
Monumento dedicado a Aberastain, ubicado en la plaza Aberastain en la ciudad de San Juan.

Contrajo matrimonio 1843, en Chile, con Magdalena Brihuega Albarracín, parienta de Sarmiento, con quien tuvo 6 hijos.

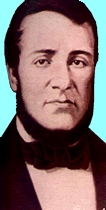
Antonino Aberastain.

Después de la Batalla de Caseros, el gobernador Nazario Benavídez lo hizo elegir diputado al Congreso Constituyente de 1853, pero lo reemplazó cuando quiso apoyar una revolución en su contra. Fue nombrado Ministro de la Suprema Corte de Justicia de la Confederación y diputado nacional, pero renunció a ambos cargos.
Participó en la política de su provincia como dirigente del Partido Unitario y tuvo un papel secundario en el asesinato de Benavídez. Fracasó en llegar al gobierno, desplazado por el interventor federal José Antonio Virasoro. Entonces dirigió la oposición en su contra y la sublevación que terminó con el asesinato del gobernador y de su familia, en noviembre de 1860. Reunió una asamblea popular (de la que estaban excluidos los federales), que nombró gobernador a Coll y este nombró gobernador, finalmente, a Aberastain.
El presidente Santiago Derqui intervino la provincia, nombrando para el cargo al coronel Juan Saá, gobernador de la provincia de San Luis. Saá ordenó detener a los sublevados y reponer la legislatura disuelta, pero Aberastain se negó a cumplir las órdenes y se preparó para resistir. El 2 de enero de 1861, una nueva legislatura eligió gobernador a Aberastain, que declaró que la intervención federal era una agresión externa.
El general Saá invadió la provincia y atacó las débiles fuerzas sanjuaninas en la llamada batalla de Rinconada del Pocito, el 11 de enero, derrotándolas por completo. El mismo gobernador, que estaba al mando de sus fuerzas, fue capturado. Al día siguiente, temiendo que Aberastain organizara una rebelión entre los prisioneros, el coronel Francisco Clavero lo hizo fusilar.
En respuesta a su ejecución se reinició la guerra civil que tendría su punto culminante en la Batalla de Pavón. Después de dicha batalla, los porteños invadieron gran parte del interior y reunieron en San Juan a la legislatura que había elegido a Aberastain; de esta asamblea resultó elegido gobernador Domingo Faustino Sarmiento.